# Свято-Петро-Павлівський кафедральний собор
Кафедральний собор святих Петра і Павла — православний храм, кафедральний собор у місті Сімферополі (АРК, Україна). Храм побудовано на честь святих апостолів Петра й Павла. Їх мозаїчне зображення розташовано при вході до собору.

## Опис храму
Храм поєднує в собі елементи класичної та давньоруської архітектури. Собор хрестовокупольний у плані, має великі вікна, широкий вхід, до якого ведуть кам'яні східці. 

## Історія храму
У 1851 році Преосвященний Інокентій писав у звіті Святійшому Синоду, що в Криму багато мусульман, пращури яких були християнами. Щоб зміцнити становище православ'я, на півострові було відкрито єпархію (рішення було схвалено царем Олександром II 16 листопада 1859 року).
Через 10 років після цього на місці старої дерев'яної церкви, що було освячено в 1806 році, побудували новий кам'яний собор на честь Петра й Павла. Автор проєкту — архітектор Лазарєв. Новий храм освятили 16 серпня 1870 року.
Опанас Іванович Тисов (староста храму) виділив на будівництво 15 тис. рублів та зібрав 30 тис. рублів. Його було поховано в храмі.
У 1868 році при храмі існувало два училища — чоловіче та жіноче.
Станом на 1888 рік при храмі зафіксовано 2115 парафіян — 969 чоловіків і 1146 жінок.
У 2003 році собору було надано статус кафедрального.